# Glyptik

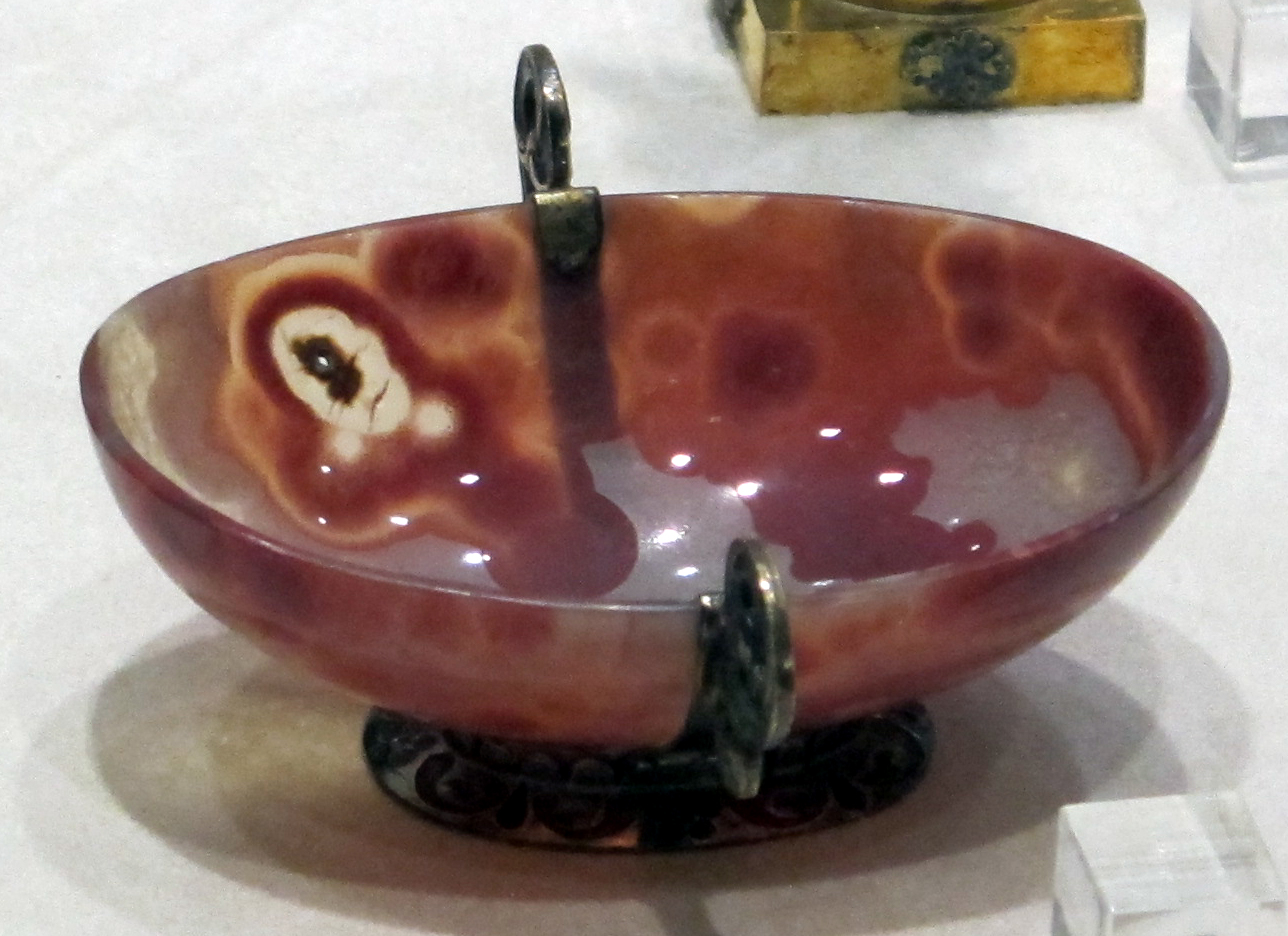
Schale aus Chalzedon mit Bergkristall, italienisch, ca. 1590–1600, Montur aus dem 17. Jhd.

Die Glyptik (von altgriechisch γλύφειν glýphein „aushöhlen, herausschnitzen, [in den Stein] eingraben“) oder Steinschneidekunst ist die plastische Bearbeitung von Schmucksteinen und Edelsteinen, Bergkristall und ähnlichen Steinsorten mit Hilfe von Schneid- und Schleifgeräten. Mithilfe der Steinschneidekunst können völlig verschiedene Objekte hergestellt oder verziert werden, wie beispielsweise Schmuck, Schalen, Zier- oder Trinkgefäße, ebenso wie Gemmen oder Kameen. Auch die Technik der marmornen Einlegearbeiten (beispielsweise bei Fußböden in italienischen Kirchen) und der Pietra dura basiert auf Steinschnitt. Die Steinschneidekunst wurde in der Praxis häufig mit Goldschmiedekunst kombiniert.

## Begriffe und Techniken

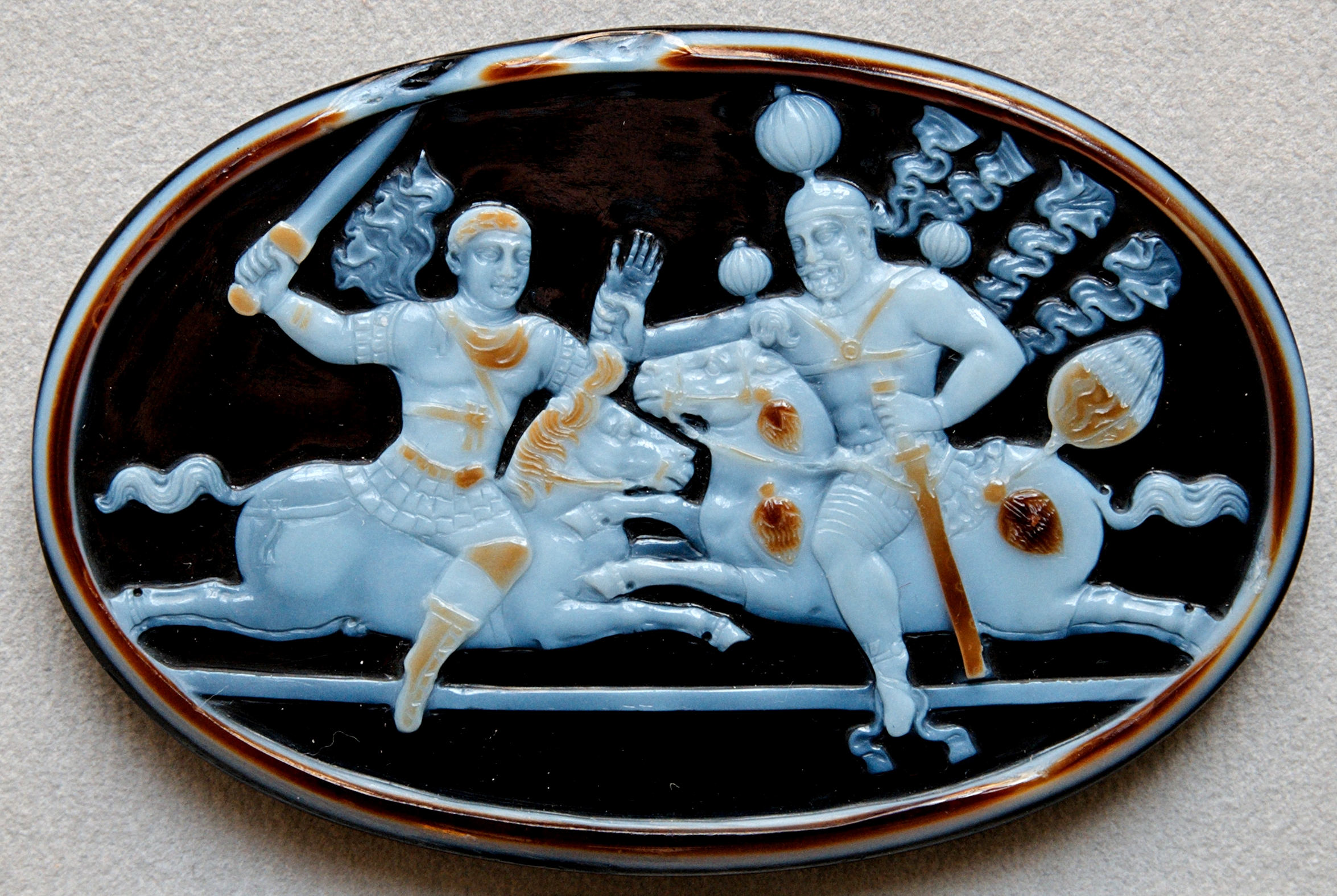
Sassanidischer Kamee-Schmuckstein mit Kampfszene aus dem Römisch-Persischen Krieg

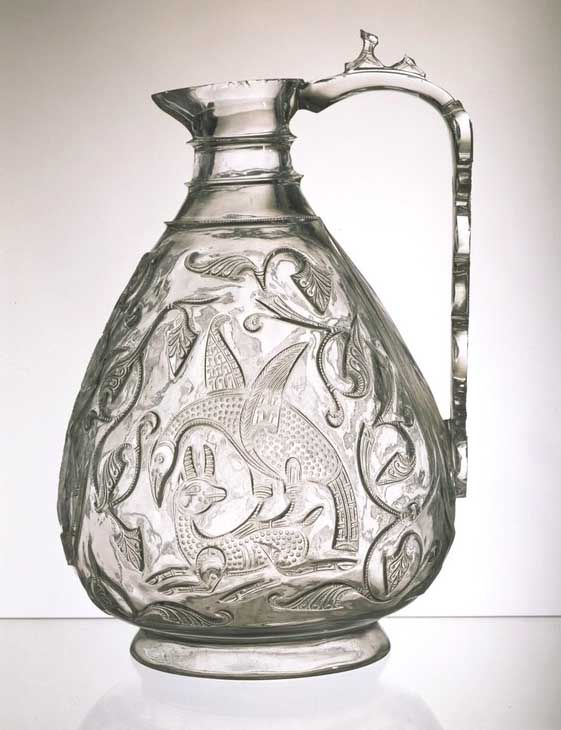
Kännchen aus Bergkristall mit floralen und Tiermotiven, ca. 1000–1050, Ägypten (Victoria and Albert Museum, London)

Hauptsächlich wird die Glyptik als Technik der Kleinplastik ausgeübt, besonders bei der Herstellung von Gemmen, Siegeln und dergleichen. Neben der antiken Glyptik gibt es eine ältere (3500–1500 v. Chr.), vor allem in Schottland verbreitete Technik, mit der Carved Stone Balls hergestellt wurden. Zu einer westlich technischen Verfeinerung kam es im 6. Jahrhundert v. Chr. in der griechischen Glyptik, nachdem bereits die kretisch-mykenische Kultur die Steinbearbeitung zu beachtlicher Höhe geführt hatte. In der römischen Kaiserzeit wurde die Technik vor allem auf dem Gebiet der Porträtkunst angewandt, ebenso in der Renaissance, in der die Steinschneidekunst neuen künstlerischen Aufschwung nahm. Einen weiteren Höhepunkt erfuhr sie im Klassizismus.
In der Vorderasiatischen Archäologie werden mit dem Begriff Glyptik sowohl Stempelsiegel (ab der frühen Halaf-Zeit um 6000 v. Chr. belegt) als auch Rollsiegel (belegt ab der Uruk-Zeit, etwa 3400 v. Chr.) bezeichnet. Die Rollsiegel stellen eine der umfangreichsten Bildquellen der Kulturen des Alten Orients dar. Ebenfalls eine frühe Form war die Glyptik der Indus-Kultur.
Im 16. bis 18. Jahrhundert wurde in Zentren wie Mailand, Florenz, Prag und Neapel von Künstlern wie beispielsweise den Saracchi und der Familie Miseroni Meisterwerke der Steinschneidekunst geschaffen, die bei fürstlichen Sammlern in ganz Europa gefragt waren, und noch heute die bedeutendsten Sammlungen zieren (u. a. Schatzkammer des KHM Wien, Galerie d'Apollon im Louvre). In Renaissance und Barock waren außerdem Arbeiten in Pietra-dura-Technik beliebt, das heißt Einlegearbeiten aus Halbedelsteinen.
In der Kunstgeschichte spricht man von „Gemmen“ = gravierte Steine als Oberbegriff, egal ob erhaben oder vertieft graviert. Im Edelsteinhandel wird aber eingeteilt in die Begriffe Gemme (vertieft) und Kamee (erhaben geschnitten). Man spricht von gravierten oder geschnittenen Steinen.
Eine Sammlung von Originalwerken oder Abdrucken aus dem Bereich der Glyptik bezeichnet man als Daktyliothek. Eine Glyptothek ist eine Sammlung von Skulpturen und geschnittenen Steinen.

## Epochen antiker Glyptik
Die antike Glyptik ist in Epochen und Stilmerkmale wie folgt gegliedert:
- Minoische und Mykenische Siegel ca. 3000–1000 v. Chr.
- Griechisch-geometrische Glyptik
- Kyprische Glyptik
- „Inselsteine“, griechische Gemmen des 7./6. Jahrhunderts v. Chr.
- Phönikische und phönikisch-griechische Skarabäen des 6. Jahrhunderts v. Chr.
- Griechisch-archaische Glyptik des 6. und frühen 5. Jahrhunderts v. Chr.
- Griechisch-klassische Glyptik des 5./4. Jahrhunderts v. Chr.
- Graeco-persische Gemmen
- Hellenistische Gemmen
- Etruskische Skarabäen
- Italienische und römisch-republikanische Gemmen
- Gemmen der römischen Kaiserzeit
- Gnostische Gemmen (Magische Amulette[2])
- Sassanidische Siegel
- Christliche Gemmen der Spätantike und des Mittelalters und Neuzeitliche Gemmen

## Varia
Hauptfigur des phantastischen Romans Der Golem von Gustav Meyrink ist der Gemmenschneider Athanasius Pernath.